# Шульдиженко Олександр Іванович
Шульдиже́нко-Ста́хов Олекса́ндр Іва́нович (30 серпня 1922, Київ — 15 листопада 1988, Київ) — маляр, представник українського андеґраунду  1960-1980-х років, дослідник психології мистецтва, послідовник руху британського образотворчого мистецтва Kitchen sink realism.

## Життєпис

Автопортрет

Народився у Києві. 1934 року вступив до Київської художньої школи. 1941 року був призваний в армію зв'язківцем. Під Полтавою потрапив у полон й опинився у концтаборах у Німеччині й Австрії, звідки утік до Італії. Під прізвищем Стахов пішов до польського корпусу Армії Андерса. 1947 року у складі військових цієї армії переїхав до Лондона.  
Закінчив відділення графіки в Лондонській школі мистецтва «Central School of Arts & Crafts» і два курси філософського відділення Лондонського університету. 1954 року Шульдиженко, оформивши документи в консульстві СРСР, повернувся до Києва. Працював художником із різними спеціалізаціями на Київській студії телебачення, художником-постановником на «Укртелефільмі». Від 1967 року влаштувався художником-монументалістом у Київському комбінаті монументально-декоративного мистецтва. Оформлював в'їзні знаки у м.Смига і Дубно (1981-1983), будинки культури і кав'ярні у м. Красний Луч (1973) і Чорнорудка (1976), пошту у Києві на вул. Малишка (1978) тощо. Видав дві книжки з паперової пластики. Підготував альбоми для дітей та посібники щодо виготовлення скульптур із паперу.

## Творчість

Із серії «Пляж». 1970-1980-ті

За життя художник створив близько 2000 творів станкової графіки, а також монументальні твори та шрифти.
Перша персональна виставка «Браво, художнику» відбулася 1990 року в Українському домі в рамках «Днів Лондона» в Києві.
Творив у дивовижному за технікою виконанні малюнку «зоровий шум». Сучасні мистецтвознавці, аналізуючи роботи Шульдиженка, стверджують:
| «Його творчість суттєво відрізняється від художників-шістдесятників, бо [Олександр Шульдиженко] спирається на реальне знання тенденцій, що панували у мистецтві Заходу та їхнє творче продовження. У СРСР та Україні, за дивною традицією, ліпше знали повоєнне мистецтво Франції та США, через що творчі пошуки єдиного представника мистецтва Британії опинилися поза увагою».[1] |
Більшість творів була втрачена, коли художника виселили з його майстерні у 1970 році. Твори зберігаються у Музеї історії міста Києва, у Національному художньому музеї України, у Центральному музеї-архіві літератури та мистецтв. приватних колекціях України і за її межами.
16 червня 2016 року Музей історії Києва та Інститут проблем сучасного мистецтва організували у київській «Art 14 gallery» виставку Олександра Стахова-Шульдиженка «Лондон-Київ».